# Spectre de Brocken
Un spectre de Brocken ou spectre du Brocken (en allemand : Brockengespenst) est l'ombre considérablement agrandie d'un objet, observée d'un sommet montagneux dans la direction opposée au soleil, sur un nuage de gouttelettes d'eau ou sur du brouillard. Elle est parfois entourée d'un cercle lumineux. Si ce dernier est coloré comme un arc-en-ciel, il s'agit alors d'une gloire (anthélie). 
Il tire son nom du point culminant de la chaîne du Harz, le Brocken, dont le sommet est souvent dégagé et produit cette ombre sur les nuages en contrebas. La condition optimale pour l'observer est d'avoir un soleil bien dégagé d'un côté et une nappe de brouillard ou un nuage de l'autre, avec un objet entre les deux. Il n'est visible que dans l'axe Soleil-obstacle-nuage car la rétrodiffusion est faible vers les angles s'en éloignant. Chaque personne ne peut donc voir que son propre spectre.

## Principe
Le phénomène peut être observé dans toute situation où un objet, une personne ou un aéronef est éclairé par l'arrière avec une zone nuageuse en contrebas. Les dimensions de l'ombre sont proportionnelles à la distance entre l'objet et le brouillard/nuage. L'ombre est souvent déformée en une forme triangulaire à cause de la perspective. De plus, les dimensions de l'ombre sont sujettes à une illusion d'optique quand l'observateur la voit sur les nuages assez près de lui et la compare à des objets au sol vus à travers des trous dans la nuée. Finalement, l'ombre se formant sur des gouttelettes d'eau de différentes dimensions qui se déplacent avec le nuage, le spectre semble bouger et varier en grandeur.
L'apparition d'un cercle lumineux est dû à la rétrodiffusion de la lumière par les gouttelettes de la masse nuageuse. La lumière est réfléchie principalement dans la direction opposée au rayonnement dans le cas de gouttes de nuages ou de brouillard. Dans le cas où l'observateur voit des cercles colorés, on a affaire en plus à de la diffraction et de la réflexion interne dans les gouttelettes, de façon similaire à celui qui produit un arc-en-ciel ou une gloire.

## Culture
L'apparition de ce phénomène dans les montagnes du Harz a créé plusieurs légendes et superstitions. Le spectre a été observé et décrit scientifiquement pour la première fois par le naturaliste Johann Silberschlag en 1780, ce qui a répandu l'appellation. Une aquarelle décrivant ce phénomène a été exposée à la galerie parisienne Talabardon et Gautier.
L'une des meilleures descriptions de ce phénomène, est celle qu'en a donnée M. Hane, qui en fut témoin le 23 mai 1797. Après être monté plus de trente fois au sommet de la montagne Brocken, il put finalement voir l'objet de sa curiosité :

« Le soleil se levait à environ quatre heures du matin par temps serein; le vent chassait devant lui à l'ouest, vers l'Achtermannshohe, des vapeurs transparentes qui n'avaient pas encore eu le temps de se condenser en nuages. Vers quatre heures un quart, le voyageur aperçut, dans la direction de l'Achtermannshohe, une figure humaine de dimensions monstrueuses. Un coup de vent ayant failli emporter le chapeau de M.Hane, il y porta la main, et la figure colossale fit le même geste. M. Hane fit immédiatement un autre mouvement, en se baissant, et cette action fut reproduite par le spectre... »

— Source le Magasin Pittoresque 1833

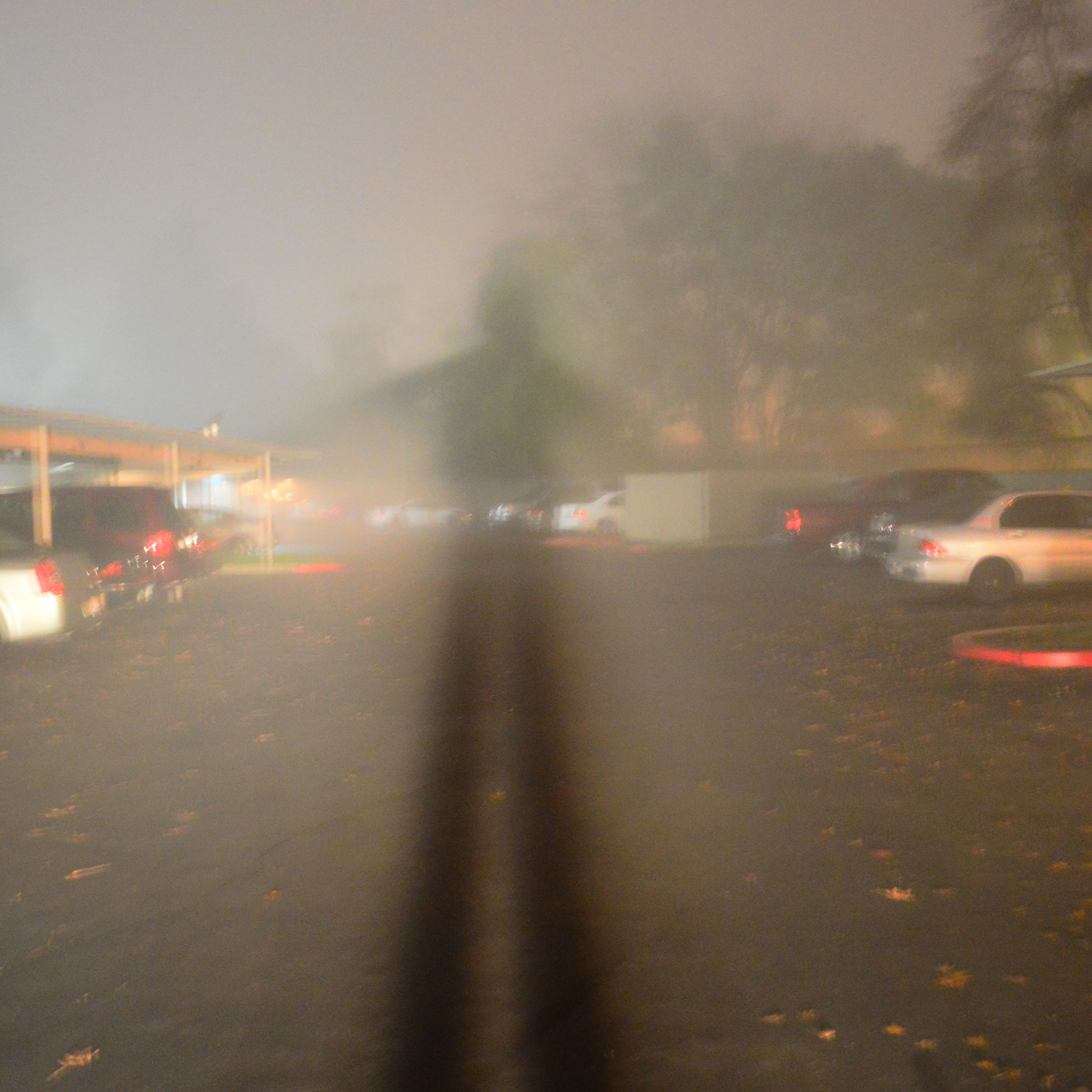
Spectre de Brocken semi-artificiel créé en se tenant devant les phares d'une voiture, par une nuit de brouillard.